# Костково (Ленинградская область)
Костково — деревня в Заклинском сельском поселении Лужского района Ленинградской области.

## История
Деревня Каскова упоминается на карте Санкт-Петербургской губернии Ф. Ф. Шуберта 1834 года.

КОСТКОВО — деревня принадлежит: коллежской асессорше Марье Лаврентьевой, число жителей по ревизии: 8 м. п., 9 ж. п.

генерал-майору Николаю Васильчикову, число жителей по ревизии: 16 м. п., 14 ж. п.

полковнику Якимову с женою, число жителей по ревизии: 8 м. п., 10 ж. п. (1838 год)

КОСТКОВО — мыза господина Чайковского, по просёлочной дороге (1856 год)

Согласно X-ой ревизии 1857 года деревня состояла из двух частей:

1-я часть: число жителей — 13 м. п., 10 ж. п.
  
2-я часть: число жителей — 10 м. п., 15 ж. п. (из них дворовых людей — 6 м. п., 6 ж. п.)

КОСКОВО — деревня и мыза владельческие при реках Луге и Удрайке, число дворов — 11, число жителей: 17 м. п., 21 ж. п. (1862 год)

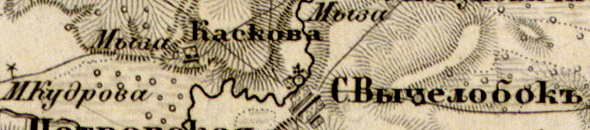
Деревня Костково на карте 1863 года

Согласно карте из «Исторического атласа Санкт-Петербургской Губернии» 1863 года деревня называлась Каскова, в деревне располагалась мыза.
Согласно подворной описи Раковенского общества Городенской волости 1882 года деревня называлась Косково и состояла из двух частей:
 
1) бывшее имение Ермоловой, домов — 10, душевых наделов — 27, семей — 4, число жителей — 12 м. п., 9 ж. п.; разряд крестьян — временнообязанные.
  
2) бывшее имение наследников Чайковского, домов — 4, душевых наделов — 20, семей — 3, число жителей — 15 м. п., 8 ж. п.; разряд крестьян — собственники.
В 1882 году временнообязанные крестьяне деревни выкупили свои земельные наделы у А. А. Миркович стали собственниками земли.
В XIX веке деревня административно относилась к Городенской волости 2-го земского участка 1-го стана Лужского уезда Санкт-Петербургской губернии, в начале XX века — 2-го стана.
По данным «Памятной книжки Санкт-Петербургской губернии» за 1905 год, деревня Костково входила в Раковенское сельское общество.

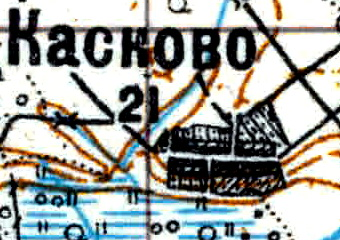
Деревня Костково на карте 1926 года

Согласно топографической карте 1926 года деревня называлась Касково и насчитывала 21 двор.
По данным 1933 года деревня Костково входила в состав Раковенского сельсовета Лужского района.
По данным 1966 года деревня Костково также входила в состав Раковенского сельсовета.
По данным 1973 и 1990 годов деревня Костково входила в состав Лужского сельсовета.
В 1997 году в деревне Костково Заклинской волости проживали 5 человек, в 2002 году — 10 человек (русские — 90 %).
В 2007 году в деревне Костково Заклинского СП проживали 3 человека.

## География
Деревня расположена в юго-восточной части района на автодороге 41К-674 (Раковно — Вычелобок).
Расстояние до административного центра поселения — 14 км.
Расстояние до ближайшей железнодорожной станции Луга — 18 км.
Деревня находится на правом берегу реки Луга близ устья реки Удрайка.

## Демография
| 1838 | 1862 | 1997 | 2007 | 2010 | 2017 |
| ---- | ---- | ---- | ---- | ---- | ---- |
| 65   | ↘38  | ↘5   | ↘3   | ↗6   | ↘4   |

## Улицы
Полевая, Южная.